# Cidugala
Cidugala is een kevergeslacht uit de familie van de boktorren (Cerambycidae). De wetenschappelijke naam van het geslacht werd voor het eerst geldig gepubliceerd in 1908 door Aurivillius.

## Soorten
Cidugala omvat de volgende soorten:
- Cidugala grisea Aurivillius, 1908
- Cidugala juheli Adlbauer, 2008
- Cidugala maynei (Lepesme & Breuning, 1955)